# Храми Івано-Франківська

## Історія

### Колегіальний фарний костел Пресвятої Діви Марії

Костел Непорочного Зачаття Пресвятої Діви Марії

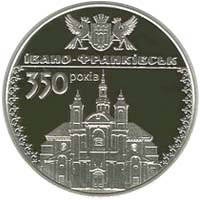
Костел Пресвятої Діви Марії на ювілейних монетах НБУ присвячених 350—річчю міста

Колегіальний костел Пресвятої Діви Марії, Станиславівська Колеґіата — найдавніший храм Івано-Франківська. Спочатку на його місці був зведений дерев'яний римо-католицький парафіяльний костел Костел Непорочного Зачаття Пресвятої Діви Марії і святих Андрія і Станіслава (існував у 1662 р. на час надання місту маґдебурзького права)
14 червня 1669 р. засновник міста Анджей Потоцький добився піднесення дерев'яного костелу до рангу колеґіати.
Із 1672 по 1703 рік тривало будівництво мурованого костелу під керівництвом французьких архітекторів Франсуа Корассіні та Кароля Бенуа. Храм виконаний у формі тринефної базиліки з трансептом у стилі бароко з елементами ренесансу. Фасад був прикрашений дорійськими і коринфськими колонами, вивершений бордовим фронтоном, увінчаний трьома вежами. Головний вівтар і два бічні св. Йосипа і св. Вінцента були різьблені з мармуру. В останньому зберігались реліквії цього святого, які Станіслав Потоцький у 1680 р. отримав у Римі від Папи Інокентія XI. На бічних внутрішніх стінах знаходився герб Потоцьких.
Можливо, спільно із Конрадом Кутшенрайтером автором більшости скульптур із станиславівської колеґіати був Томас Гуттер. 
В 1751 році в костелі поховали великого коронного гетьмана Юзефа Потоцького (молодшого сина засновника Станиславова Анджея Потоцького), власника міста після смерти батька. Колеґіата стала сімейною усипальницею Потоцьких.
На прохання тодішнього пастора Красовського у 1877 р. виконав новий розпис костелу Еразм-Рудольф Фабіянський. Проте вже у 1882 році через пожежу згорів дах костелу, головна вежа і свіжо розписане склепіння. 1892 року відбувся капітальний ремонт храму і усе було відреставровано.
З тих часів при костелі працювала музична школа, де вчили церковному співу. Колись на хорах над головним входом колись був орган, який вперше зазвучав у 1900 році. Але орган був втрачений у післявоєнний час.
У 1965 році тут розмістили геологічний музей.
Сьогодні у костелі Пресвятої Діви Марії знаходиться Івано-Франківський обласний художній музей.

### Костел Христа Царя
Повернутий вірним костел Христа Царя (відомий як костел “на гірці”) збудували у 1932 році. Його використовували за радянських часів як склад. Храм освятили 24.06.1989 р., а потім відремонтували. У цьому костелі на кошти громадян Польщі споруджено каплицю Пам’яті, присвячену жертвам гітлерівців - страченій у 1941р. польській інтелігенції. Тут також є привезена з Польщі копія образу Матері Божої Ченстоховської. 10 грудня 2000 р. архієпископ Мар’ян Яворський освятив відремонтований костельний орган, який 7 років тому привезли з Нідерландів. Нині до івано-франківської парафії належить також Лисець. В червні 2013 на сайті костелу Христа Царя стала доступна історія відновлення костелу польською мовою.

### Костел Пресвятої Трійці та монастир
У 1690 році до Станиславова із Варшави прибули отці-тринітарії. 1691 року споруджено дерев'яні костел Пресвятої Трійці та монастир, які 1732 року замінили мурованими. Після ліквідації у 1787 році монастиря у костелі створено одну з чотирьох станиславівських локальних капеланій. 1868 року будівлі колишнього тринітарського комплексу постраждали від пожежі.

### Єзуїтський костел

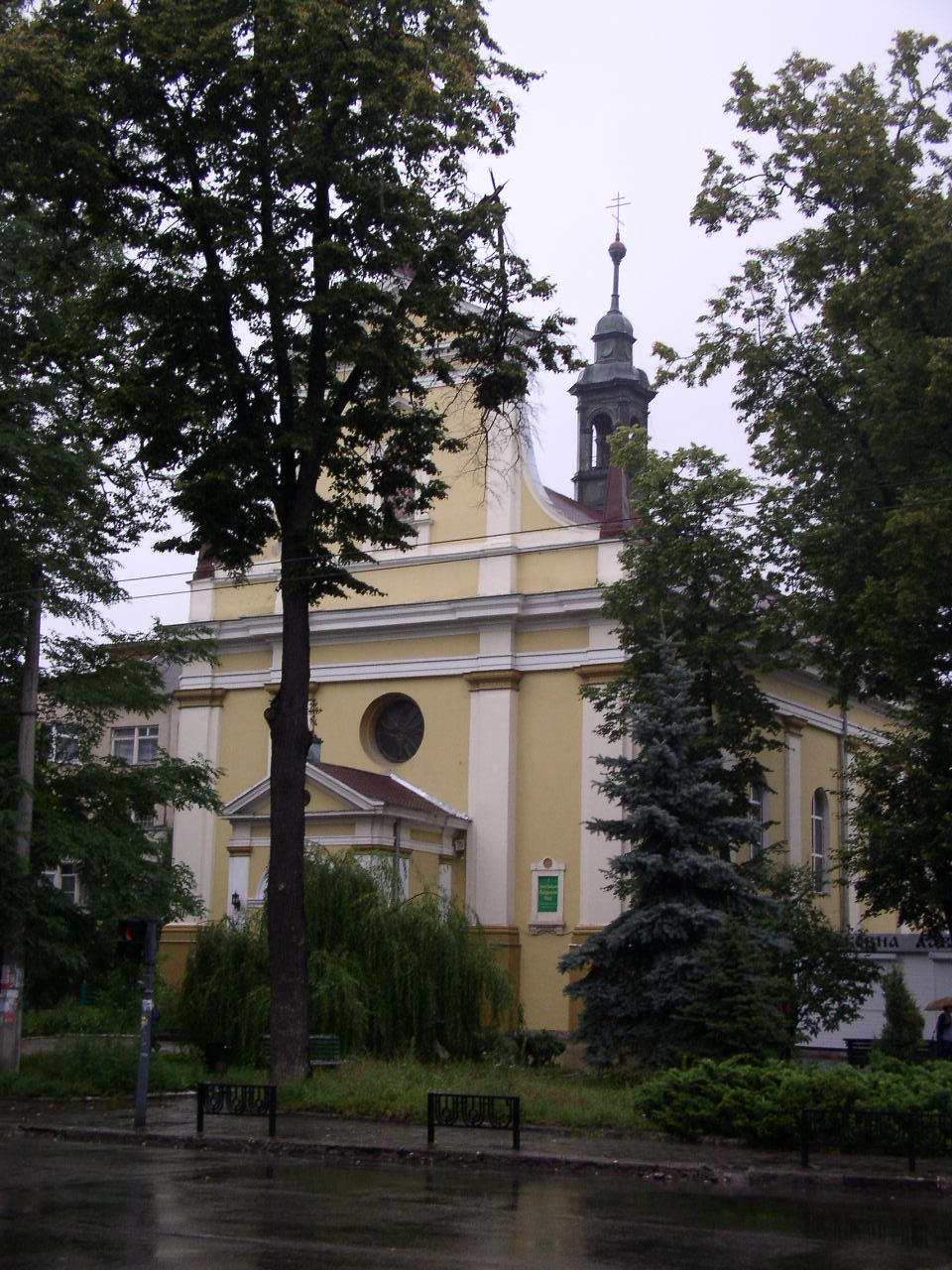
Костел єзуїтів

Наприкінці другого десятиліття XVIII століття у Станиславові осіли отці-єзуїти. 1720 року на площі (на місці згорілої під час нападу турків церкви) ректор єзуїтської колегії, яка замінила колишню колегіатську школу, о. Томаш Зеленський розпочав будівництво єзуїтського костелу, а 1729 року святиня вже працювала. Проте споруда мала поганий фундамент, у мурах з'явились тріщини, і 1752 року храм розібрали. Через рік розпочали будувати новий костел у стилі, характерному для австро-баварської архітектурної школи (шатровидні завершення веж запозичені з гуцульської дерев'яної архітектури[джерело?]) за проєктом архітекторів С. Потоцького і Г. Дальке. Спорудження тривало до 1763 року. У 40-х роках перебудували також будівлю колегії, яка прилягала до костелу. Під час облоги міста російською армією у 1764 році була знищена вежа храму. Австрійська влада у 1773 році скасувала монастир отців-єзуїтів, а костел закрила (будинок колегії передали для потреб військової та цивільної влад, зокрема тут відкрили гімназію, у якій навчались польський поет Ф. Карпінський, українські письменники і громадські діячі І. Вагилевич, А. Могильницький, В. Навроцький та вірменський історик С. Баронч). У 40-х роках XIX ст. храм віддали під греко-католицьку парафіяльну церкву. Із встановленням греко-католицького єпископства церква стала Свято-Воскресінським кафедральним собором [13, 14, 15, 16, 17]. Ікони та настінний розпис виконали відомі українські художники А. Манастирський і М. Сосенко. У XIX ст. єзуїти повернулись до Станиславова і спорудили монастир і костел св. Станіслава Костки.

### Храм «Ave Maria»
Однонавний гімназійний костел «Ave Maria» збудували у 1903—1905 роках. У головному вівтарі перебував «образ» Матері Божої Неустанної Допомоги, який освятив Папа Пій X. Сьогодні ця ікона [21] розміщена в костелі Небовзяття Пресвятої Діви Марії у Поляниці-Здрую в Польщі. У цьому ж костелі є ще інший образ з Івано-Франківська — Страждаючого Христа. Нині в колишньому костелі «Ave Maria» діє протестантський Дім молитви [18, 19, 20].

## Християнство

### Католицизм

#### Римо-Католицька Церква
| Назва              | Район | Роки спорудження | Розташування         | Фото | Короткі відомості                                        |
| Костел Христа Царя | Гірка | 1925-1932 рр.    | вул. Вовчинецька, 92 |      | Парох o. Владислав Іващак. Пам'ятка архітектури № 259-іф |

#### Українська Греко-Католицька Церква
Єпархіальне управління УГКЦ Єпископа-ординарія Кир Володимира Війтишина — вул. Княгинин, 15.
| Назва                                                         | Район                       | Роки спорудження | Розташування                                         | Фото | Короткі відомості |
| Катедральний собор св. Воскресіння                            | Центр                       |                  | Майдан Шептицького, 22                               |      | Настоятель о. Юрій Новицький. Пам'ятка архітектури національного значення № 1136 |
| Собор Преображення Господнього                                | Пасічна                     | 1997-2014        | вул. Калуське шосе, 3                                |      | Настоятель о. Борис Гобир |
| Церква Святого Великомученика Дмитрія                         | Пасічна                     | 1904             | вул. Нечуя-Левицького, 6                             |      | Настоятель о. Борис Гобир. Пам'ятка архітектури № 228-іф |
| Церква Св. Покрови                                            | Княгинин                    | 1902-1905        | вул. Княгинин, 29                                    |      | Настоятель о. Володимир Супик. |
| Храм святих слов'янських апостолів Кирила і Мефодія           | Княгинин                    | 2011-2016        | вул. Галицька, 38а                                   |      | Церква споруджена в лемківському стилі за ініціативою Анатолія Дуди-Квасняка, який згодом став її настоятелем. Освячена 22/05/16                                                                                             |
| Церква Святої Параскеви                                       | Хриплин                     | 1860             | вул. Автоливмашівська, 137                           |      | Настоятель о. Дмитро Кривецький. Освячена у 1864 році. Пам'ятка архітектури № 999-М |
| Церква Св. Йосифа Обручника                                   | Гірка                       | 1912             | вул. Вовчинецька, 54                                 |      | Настоятель о. Михайло Сушко. Пам'ятка архітектури № 259-іф |
| Церква Царя Христа                                            | Майзлі                      | 1935             | вул. Незалежності, 181                               |      | Настоятель о. Йосафат Хаймик. При монастирі Царя Христа. Пам'ятка архітектури № 257-іф |
| Церква Св. Ольги і Володимира                                 | Позитрон                    |                  | вул. Вовчинецька, 223                                |      | Настоятель о. Іван Яковлюк. Освячена 25/07/21. |
| Церква Св. Петра і Павла                                      | Набережна                   |                  | Набережна ім. Стефаника, 28Б                         |      | Настоятель о. Степан Гнитка |
| Церква Матері Божої Неустанної Помочі                         |                             |                  | вул. Івасюка, 46а                                    |      | При монастирі Св. Йосифа. Настоятель о. Андрій Цікало |
| Церква Святого Архистратига Михаїла                           |                             |                  | вул. Сорохтея, 15а                                   |      | Парох о. Михайло Білінський. Освячена 21/11/15 |
| Церква Святого Апостола Юди-Тадея                             | Каскад                      |                  | вул. Стуса, 29                                       |      | Церква будується. Парох о. Ярослав Гринюк. |
| Церква Різдва Пресвятої Богородиці («Університетська церква») | Центр                       |                  | вул. Чорновола, 63a                                  |      | Настоятель о. Михайло Клапків. Біля пологового будинку |
| Церква Благовіщення Пресвятої Богородиці                      | Пасічна                     |                  | вул. Витвицького, 30a                                |      | Настоятель о. Василь Забойський |
| Церква Вознесіння Господнього                                 | Городок                     | 2008-2014        | вул. Чорновола, 136a                                 |      | Настоятель о. Іван Сас. Освячена 31/08/14. |
| Церква Зіслання Святого Духа                                  |                             | 2009-2011        | вул. Коновальця, 105                                 |      | Адміністратор о. Михайло Віхоть. Освячена 12/06/11. |
| Церква Різдва Христового                                      |                             | 2000             | вул. Гетьмана Мазепи, 135а                           |      | Навпроти центральної міської клінічної лікарні, поруч міського парку. Освячена 9 січня 2000 року. Настоятель о. Софрон Зелінський, ВС                                                                                        |
| Церква Пресвятої Трійці                                       | БАМ                         |                  | вул. Сухомлинського, 14                              |      | Настоятель о. Михайло Михайленко. Церква будується. |
| Храм Святої великомучениці Параскевії                         | Опришівці                   |                  | вул. о. Івана Блавацького, 2г                        |      | Настоятель о. Іван Репела. Біля аеропорту. Пам'ятка архітектури № 459 |
| Храм Трьох Святителів                                         | Опришівці                   |                  | вул. Медична, 3Б                                     |      | Настоятель о. Василь Пасічник. Біля онкодиспансеру. Церква освячена 14 лютого 2021 року. |
| Храм Богоявлення Господнього                                  | Позитрон                    |                  | вул. Вовчинецька, 200а                               |      | Парох о. Зеновій Слоїк. Церква будується. |
| Храм Св. Йоана Хрестителя                                     | Ульбрихівка (місцева назва) |                  | вул. Микитинецька, 53                                |      | Настоятель о. Володимир Вінтонів. Освячений 28 грудня 2009 року. |
| Церква Святого пророка Іллі                                   | Вокзал                      | 2013-2017        | вул. Михайла Мулика, 36а                             |      | Настоятель о. Річард Горбань. Біля братського кладовища. Відома своїми двосторонніми вітражами. Освячена 02/08/17. |
| Церква Пресвятого Серця Христового                            | Центр                       | 1938             | вул. Василіянок,17                                   |      | Настоятель о. Никодим Гуралюк. При монастирі святого Йосифа чину Сестер Василіянок. Пам'ятка архітектури 244-іф |
| Церква св. Архистратига Михаїла                               | Вовчинець                   | 1862             | вул. Вовчинецька, 32                                 |      | Настоятель о. Микола Лужний. Пам'ятка архітектури № 973 |
| Церква св. Юрія                                               | Угорники                    | 1994             | вул. Церковна, 56                                    |      | Настоятель о. Юрій Трухан, сотрудники о. Мирослав Татумиряк, о. Павло Баланюк. |
| Церква св. Микити                                             | Микитинці                   | 1923             | вул. Грицишина, 8а                                   |      | Настоятель о. Іван Петрів. Пам'ятка архітектури № 509 |
| Церква Всіх Святих Українського Народу                        | Микитинці                   | 2013-2016        | вул. Глінки, 8                                       |      | Настоятель о. Василь Чорній. Освячена 16/10/16 |
| Церква Успіння Пресвятої Богородиці                           | Крихівці                    | 1928             | вул. Крихівецька, 104а                               |      | Настоятель о. Володимир Чорній. Пам'ятка архітектури № 466 |
| Церква Святих Кирила і Методія                                | Крихівці                    | 2013             | вул. Вербова, 32                                     |      | Настоятель о. Йосафат Бойко, ВС. При монастирі Воплоченого Слова. |
| Церква Всіх Святих                                            | Крихівці                    | 2018             | вул. Слобідська                                      |      | Настоятель о. Віталій Федун. Освячена 03/06/18 |
| Каплиця Святого Юрія Побідоносця                              | Центр                       | 2002-2008        | вул. Василіянок, 55 (Парк воїнів-інтернаціоналістів) |      | Настоятель о. Олександр Левицький. При духовній семінарії ім. Св. Свящ. Йосафата. Освячена 17/05/08 |
| Каплиця Успіння Пресвятої Богородиці                          | Центр                       |                  | Меморіальний сквер                                   |      | Освячена в 2002 р. |
| Церква Христа Чоловіколюбця                                   |                             |                  | вул. Ленкавського, 17в                               |      | Настоятель о. Ігор Пелехатий. Освячена 07/10/18 |
| Монастир Святого апостола Андрія                              | Гірка                       |                  | вул. Селянська, 6                                    |      | Настоятель о. Василь Іванів ЧНІ. |
| Каплиця Божого Милосердя                                      |                             |                  | вул. Гетьмана Мазепи, 114                            |      | Знаходиться на 4-му поверсі у відділенні терапії Центральної міської клінічної лікарні. Відправляється Божественна Літургія щопонеділка і щоп'ятниці о 17.00. Вдень каплиця є відкрита для всіх. Настоятель о. Орест Путько. |
| Монастир Сестер Мироносиць                                    | Вокзал                      | 1998             | вул. Кондукторська, 2а                               |      | Настоятелька с. Тадея Вандяк. |

### Православ'я

#### Православна церква України
Канцелярія єпархіального управління, резиденція Митрополита Івано-Франківського і Галицького Кир Іоасафа— вул. Грюнвальдська, 3.
| Назва                                                    | Район     | Роки спорудження | Розташування          | Фото | Короткі відомості |
| Кафедральний Свято-Троїцький собор                       | Центр     | 1893             | вул. Грюнвальдська, 1 |      | Настоятель митрополит Івано-Франківський і Галицький Іоасаф (Василиків), клірики: митр. прот. Іван Телятинський, митр. прот. Тарас Дмитрук, митр. прот. Василь Гнип, прот. Петро Гава, митр. прот. Роман Василиків протодиякон Петро Стецюк, протодиякон Михайло Мельник. Пам'ятка архітектури № 44-іф/1 |
| Кафедральний Свято-Покровський собор (Вірменська церква) | Центр     | 1763             | вул. Вірменська, 6    |      | Настоятель митрополит Галицький Андрій (Абрамчук) клірики: митр. прот. Богдан Романюк, митр. прот. Іван Стефанків, митр. прот. Василь Демяник, митр. прот. Микола Белей, прот. Василь Олевич, прот. Роман Кривокульський, протодиякон Іван Чорнокниш. Пам'ятка архітектури національного значення № 231  |
| Каплиця Різдва Христового                                |           |                  | вул. Побутова, 1      |      | Настоятель протоієрей Микола Хрептак |
| Церква Різдва Пресвятої Богородиці (Хриплин)             | Хриплин   | 2004             | вул. Стартова, 1      |      | Настоятель митрофорний протоієрей Іван Юхней. |
| Церква Святого Духа                                      | Пасічна   | 2006             | вул. Пасічна, 41 в    |      | Настоятель митрофорний протоієрей Василь Максимишин. Освячена 05/06/2011. |
| Церква Всіх Святих Землі Української                     | Позитрон  |                  | вул. Івасюка, 2       |      | Настоятель митрофорний протоієрей Юрій Бурак. Освячена 17/11/2019. |
| Церква Костянтина і Олени                                |           | 1999 - 2014      | вул. Коновальця, 118  |      | Настоятель митрофорний протоієрей Ігор Василиків, клірики: прот. Андрій Галик, прот. Роман Шлемкевич. Освячена 06/07/14. Інтер'єр церкви |
| Церква Святителя Миколая                                 | Пасічна   |                  | вул. Тролейбусна, 18а |      | Настоятель митрофорний протоієрей Ігор Ільків, клірики: протоієрей Ростислав Ільків, ієрей Володимир Рейкало, ієрей Михайло Бігун. Церква будується. |
| Церква Святого Архистратига Михаїла                      | Кішлак    | 2008-2011        | вул. Симоненка, 9     |      | Настоятель митрофорний протоієрей Іоан Ярославович Лапка. Освячена 07/04/2012. |
| Церква Всецариці                                         | Опришівці |                  | вул. Медична, 3а      |      | Настоятель митрофорний протоієрей Іоан Ярославович Лапка. |
| Церква св. рівноап. княгині Ольги                        | Вовчинець | 2017             | вул. Ключна           |      | Настоятель митрофорний протоієрей Юрій Гречанюк, клірики: прот. Роман Валявський, прот. Іван Бегметюк, прот. Іван Мизюк, протодиякон Роман Лесюк освячена 25/07/2021 |
| Церква св. Василія Великого                              | Пасічна   |                  |                       |      | Настоятель: митрофорний протоієрей Петро Дуб'як. |
| Церква Різдва Христового                                 | Городок   |                  | вул. Довженка, 2      |      | Настоятель митрофорний протоієрей Михаїл Кудла, клірики: ієрей Михайло Готич, ієрей Василь Бегар |
| Церква святого апостола Андрія Першозванного             |           |                  | вул. Гурика           |      | Настоятель: прот. Тарасій Гапатин, клірик: ієрей Андрій Студзінський. |

### Протестантизм

#### Баптизм
| Назва                                              | Район | Роки спорудження | Розташування          | Фото | Короткі відомості |
| Дім молитви Євангельських Християн Баптистів (ЄХБ) | Центр | 1904             | вул. Гординського, 20 |      | Архітектор — Феліціян Баян. Пресвітер – Кібіт Василь Федорович. Колишній костел Ave Maria. Пам'ятка архітектури № 255-іф |

#### П’ятидесятництво
| Назва                                                          | Район  | Роки спорудження       | Розташування         | Фото | Короткі відомості                                                                                 |
| Дім молитви Християн віри євангельської п’ятидесятників (ХВЄП) | Майзлі | 1924 р., рест. 1989 р. | вул. Мочульського, 1 |      | Старший пастор - єпископ Юрій Веремій. Колишній костел св. Йосифа. Пам'ятка архітектури № 256-іф. |

#### Адвентизм
| Назва                          | Район | Роки спорудження | Розташування     | Фото | Короткі відомості                  |
| Церква Адвентистів Сьомого Дня | Брати |                  | вул. Івасюка, 76 |      | Пастор - Заверюха Іван Миколайович |

#### Інші протестанти
| Назва                                        | Район    | Роки спорудження | Розташування              | Фото | Короткі відомості                                             |
| Новоапостольська церква                      | Княгинин | 2004-2005 рр.    | вул. Пулюя, 30            |      | Пастор - Микита Федорович Бугаєнко. Освячена 2 грудня 2007 р. |
| Християнська євангельська церква Відродження | Хриплин  |                  | вул. Автоливмашівська, 5а |      | Пастор - Володимир Всеволодович Прудиус                       |

## Свідки Єгови
| Назва       | Район    | Роки спорудження | Розташування         | Фото | Короткі відомості               |
| Зал Царства | Брати    |                  | вул. Івасюка, 50а    |      | Голова громади - Дрожджак І. С. |
| Зал Царства | Крихівці |                  | вул. Незалежності, 2 |      | Голова громади - Воробель І. С. |

## Юдаїзм
| Назва            | Район | Роки спорудження | Розташування      | Фото | Короткі відомості                                               |
| Синагога Темпель | Центр | 1895-1899        | вул. Страчених, 7 |      | Настоятель рабин Віктор Колесник. Пам'ятка архітектури № 309-іф |

## Галерея

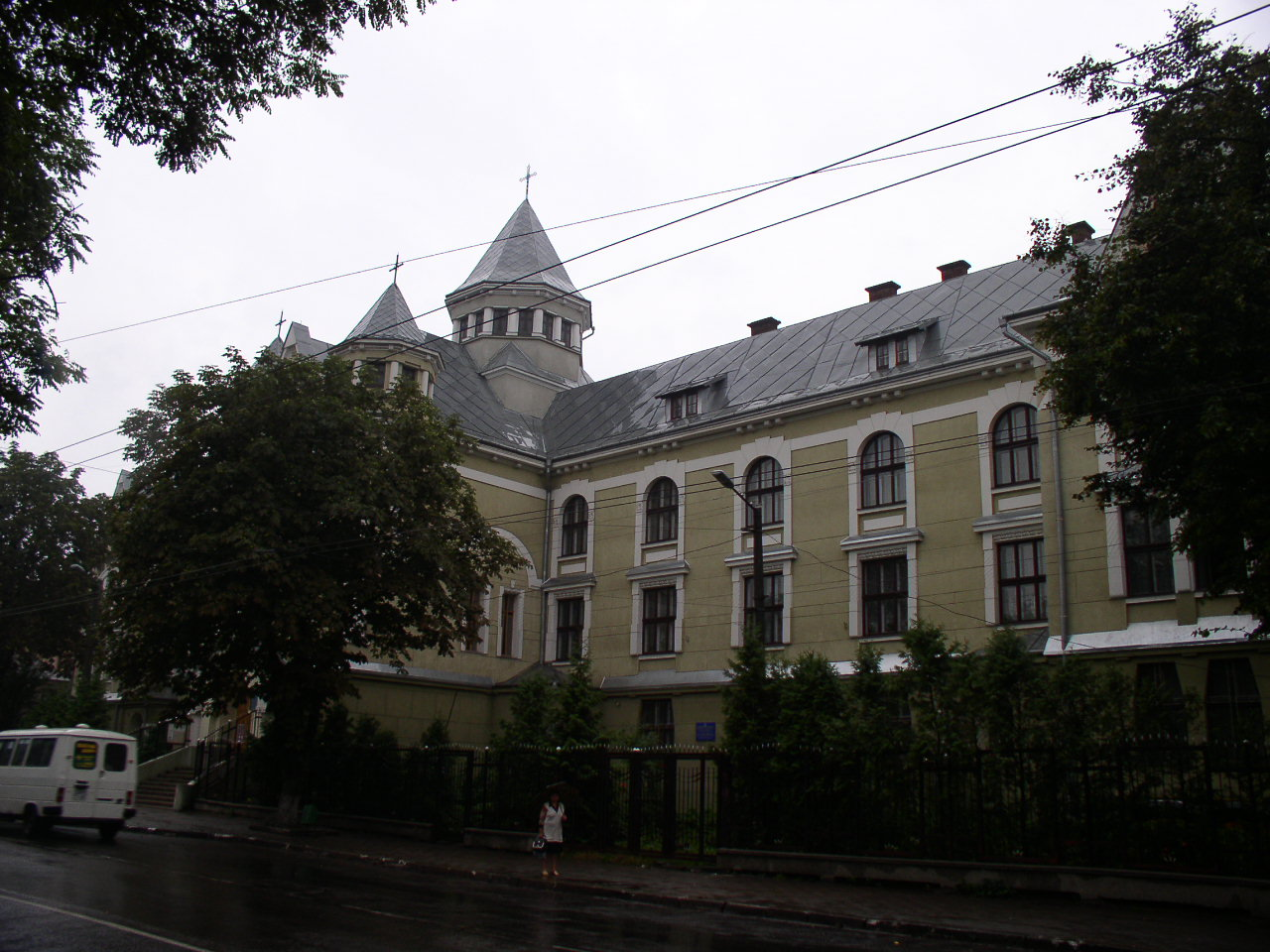
Монастир чину Сестер Васильянок
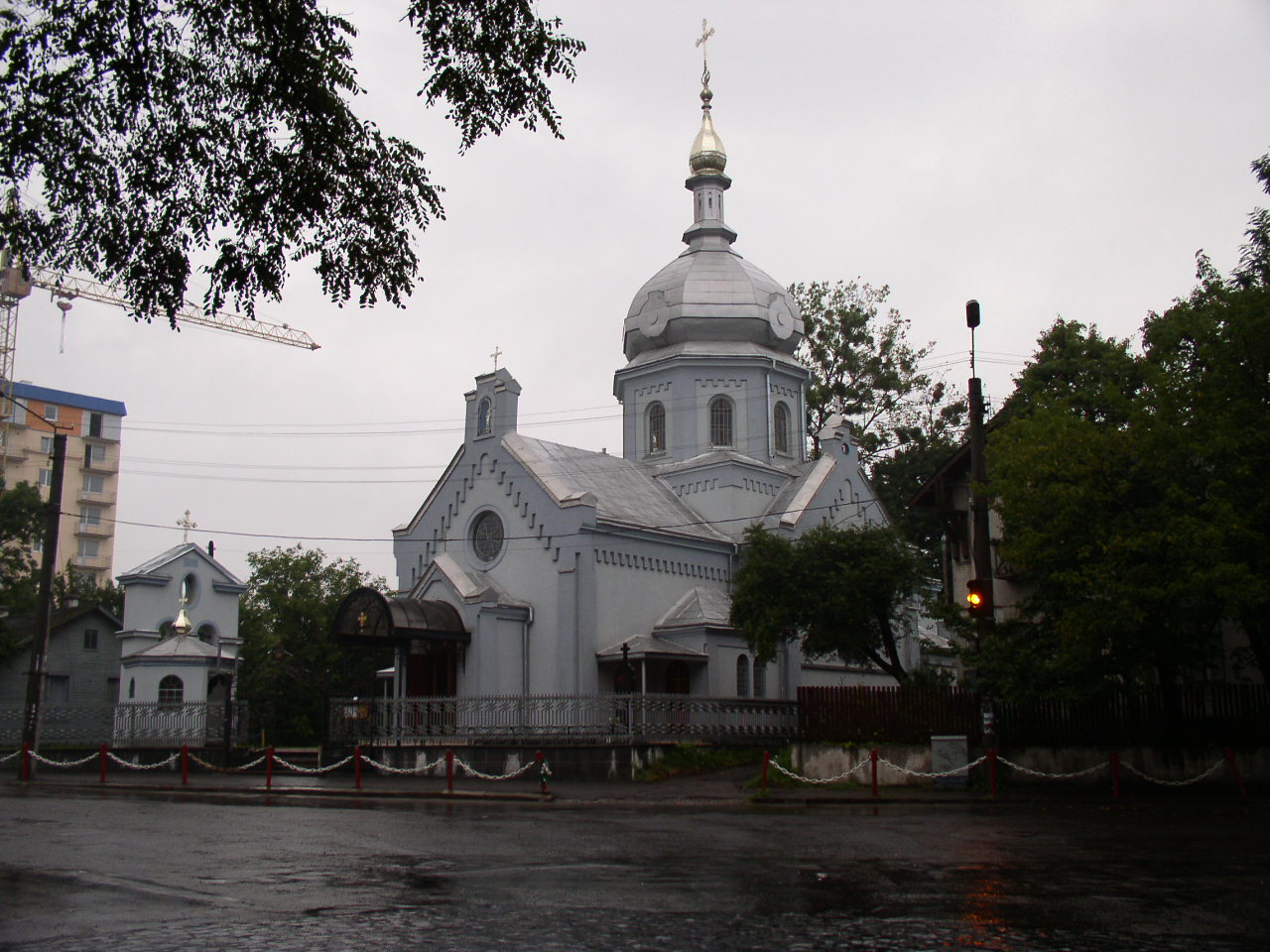
Церква св. Йосифа Обручника, на Гірці
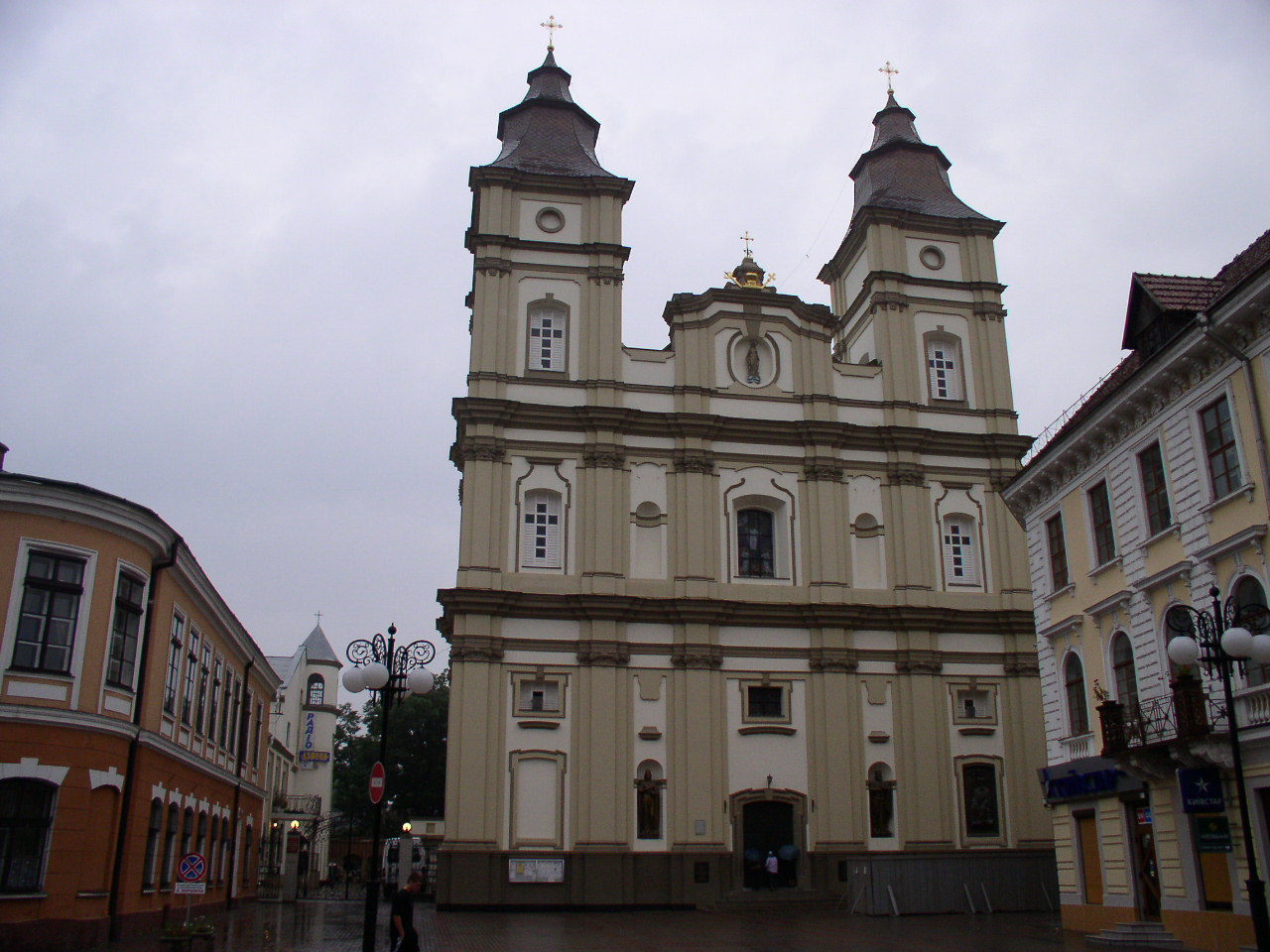
Кафедральний собор св. Воскресіння (Катедра)
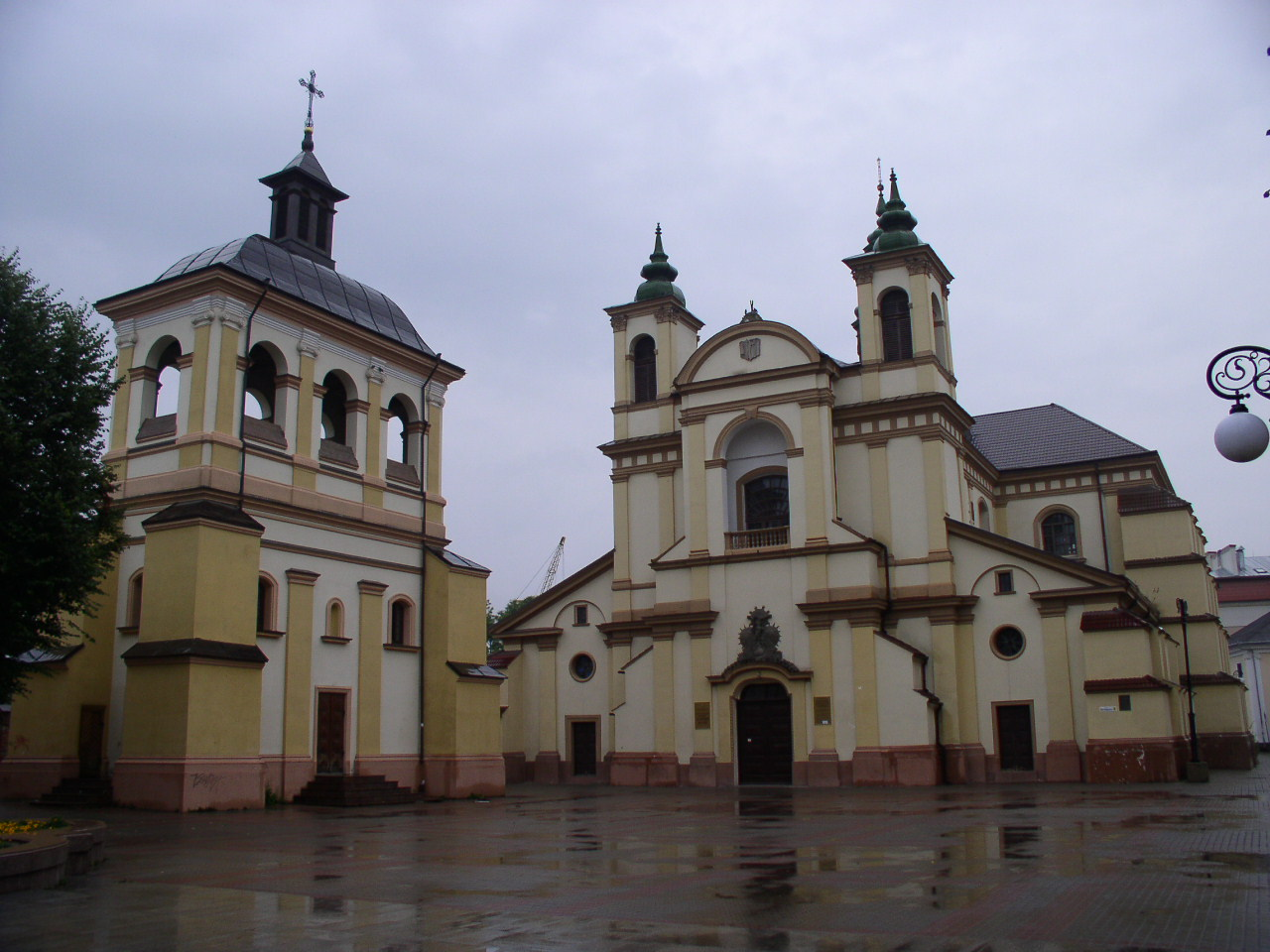
Художній музей на майдані Шептицького (колишній костел Пресвятої Діви Марії та дзвіниця)